# Walhallasalongen

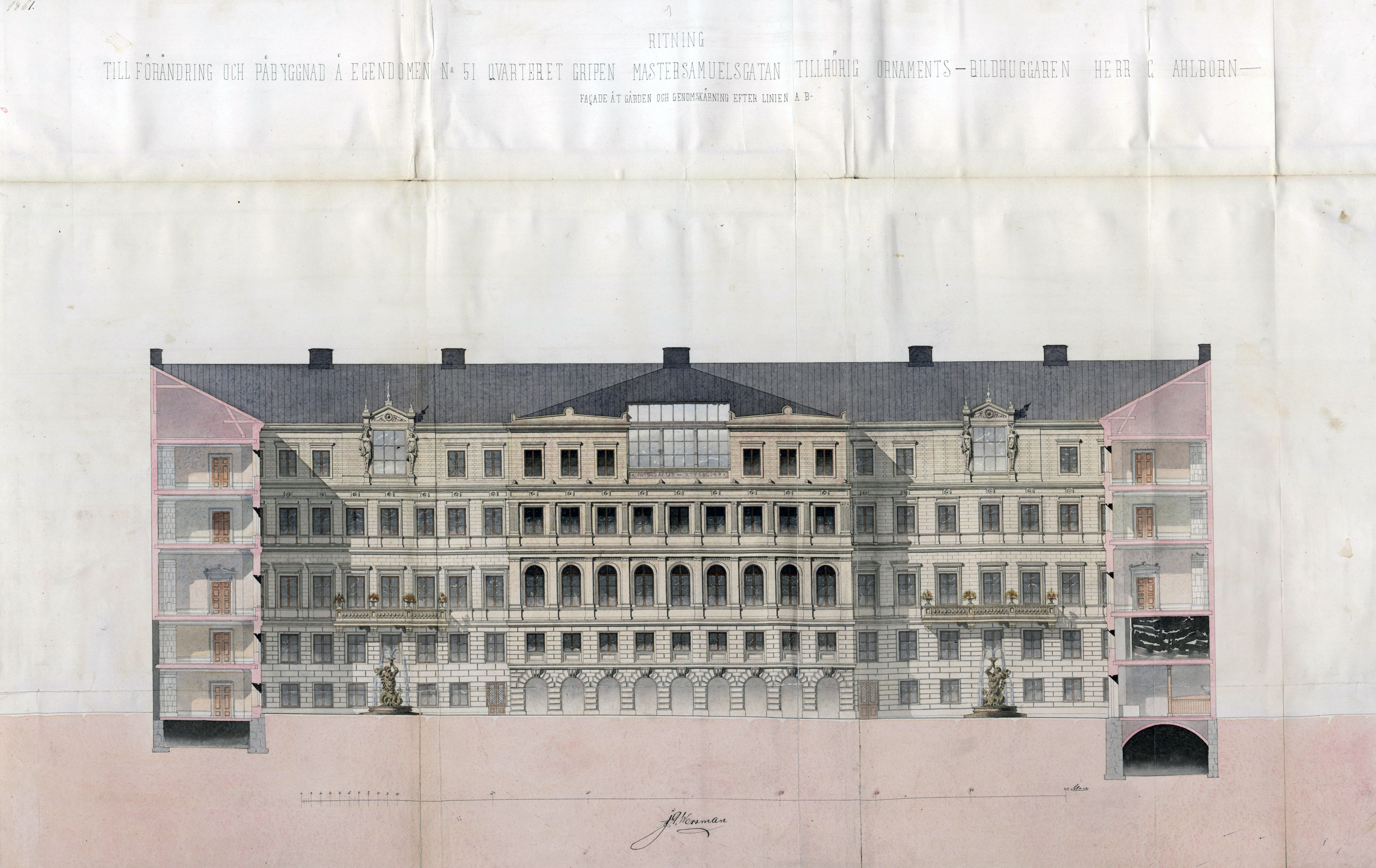
Nybyggnadsritning för Walhallasalongen, gårdshusets huvudfasad, ritning av arkitekt Jacob Wessman, 1860.

Walhallasalongen var en fest- och nöjeslokal i kvarteret Gripen vid Mäster Samuelsgatan 55-59 (tidigare nr 51) på Norrmalm i Stockholm. Projektet genomfördes 1862 bara delvis med ett påkostat gårdshus och utökades 1866 med ett planerat palatsliknande gathus kallad Valhalla Nya Concert och Festlokal som inte blev realiserat. På platsen fanns fram till 1962 Missionskyrkan Valhalla. Sedan 1964 upptas tomten av varuhuset Åhléns City.

## Historik

### Walhallasalongen

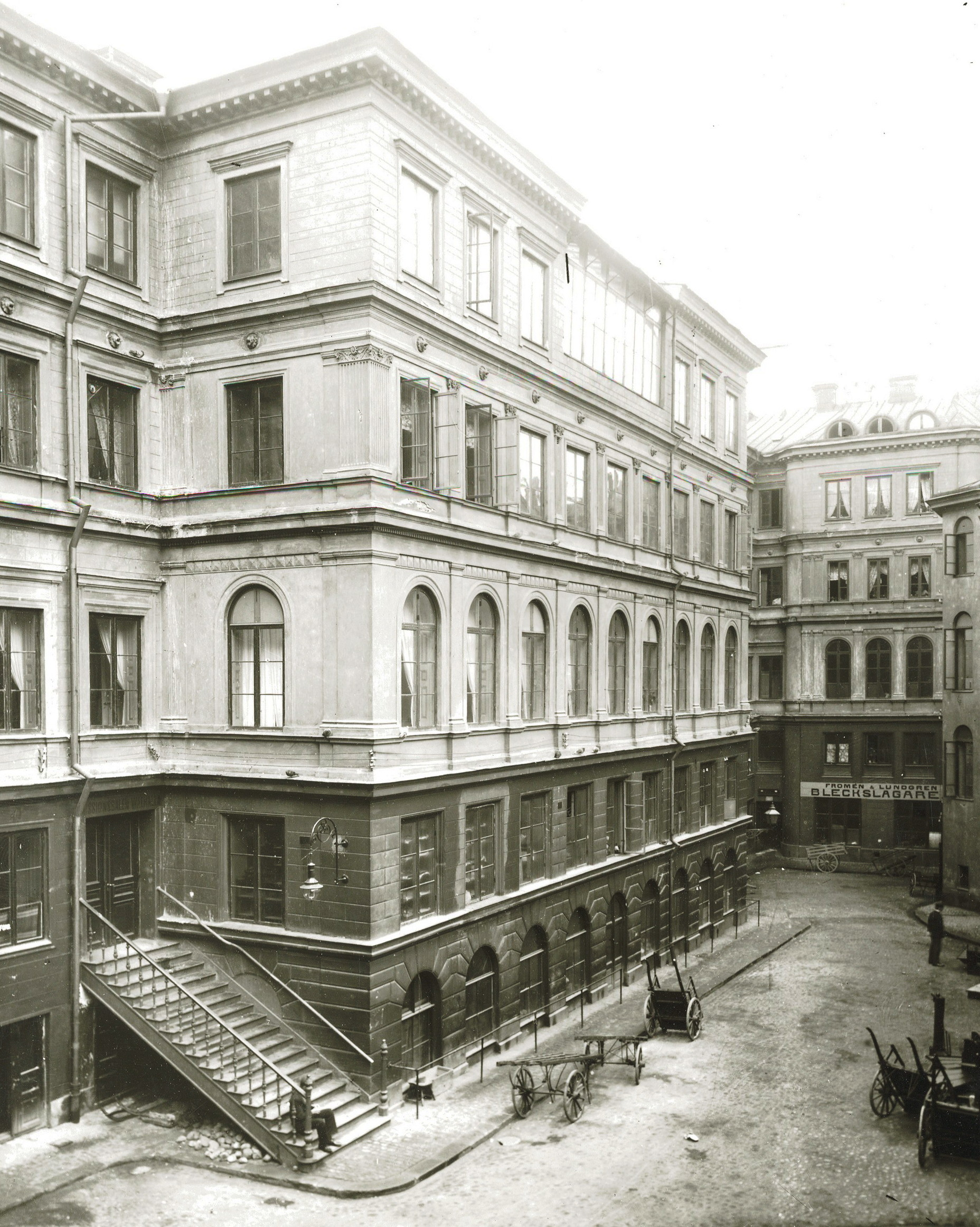
Byggnadens mittrisalit, okänt årtal.

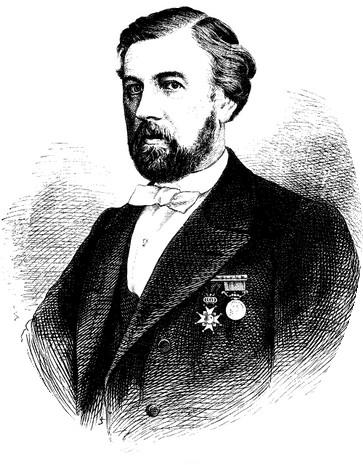
Byggherren Ahlborn.

År 1860 inköptes fastigheten Gripen 10 av ornamentsbildhuggare Carl Ahlborn. Han var lärare på Konstakademien och hade stora planer för tomten där sedan 1600-talets slut drevs ett färgeri kallat Blå Hand. Enligt nybyggnadsritningarna, upprättade 1861 av arkitekt Jacob Wessman, en av Ahlborns elever, skulle den befintliga bebyggelsen i sin helhet rivas och ersättas av en fem våningar hög nybyggnad.
Den nya byggnaden skulle omsluta gården mot grannfastigheterna och mot Mäster Samuelsgatan delvis följa gatulinjen med två sidoflyglar, en i öster och en i väster. Gårdsrummet skulle därigenom ha direktkontakt med gatan genom den fria passagen mellan flyglarna. De putsade fasaderna var enligt ritningarna försedda med en för tiden ganska överdådig ornamentik, bland annat karyatider som flankerade några fönsteröppningar. Husets centrala del accentuerades av en mittrisalit motsvarande nio fönsteraxlars bredd. I gårdens planerades två fontäner. 1861 inleddes byggnadsarbetena vilket innebar att Blå Hands färgeribyggnader åt gården revs.
Nybyggnaden skulle, förutom bostadslägenheter, innehålla en större praktvåning för festliga tillställningar, utställningar med en större konsertsalong, måleriateljéer, fotoateljé med stort ateljéfönster högst upp samt i bottenvåningen badrum. Den första etappen av nybyggnadsprojektet var klar hösten 1862. Ahlborns finanser försämrades under de följande åren och projektet med flyglarna åt Mäster Samuelsgatan fullföljdes aldrig. Detta innebar även att den äldre gatubebyggelsen från 1750-talet kom att bli kvar men integrerades i nybygget. 
Husets arkitekt, Wessman, bodde själv i byggnaden. Det var även här han tog sitt och sin hustrus liv den 11 mars 1864. År 1863 öppnade konditorn August Scheele café ”Valhalla” i byggnaden som var känd för sina ”muffbalar”. Valhallasalongen var plats för många framträdanden och existerade i sitt ursprungliga utförande som nöjessalong mellan 1862 och 1870. Därefter blev det arbetar-, fackförenings- och nykterhetsmöten i byggnadens festsalar innan Sthlms Fria Missionsförsamling förvärvade fastigheten 1897.

### Valhalla Nya Concert och Festlokal

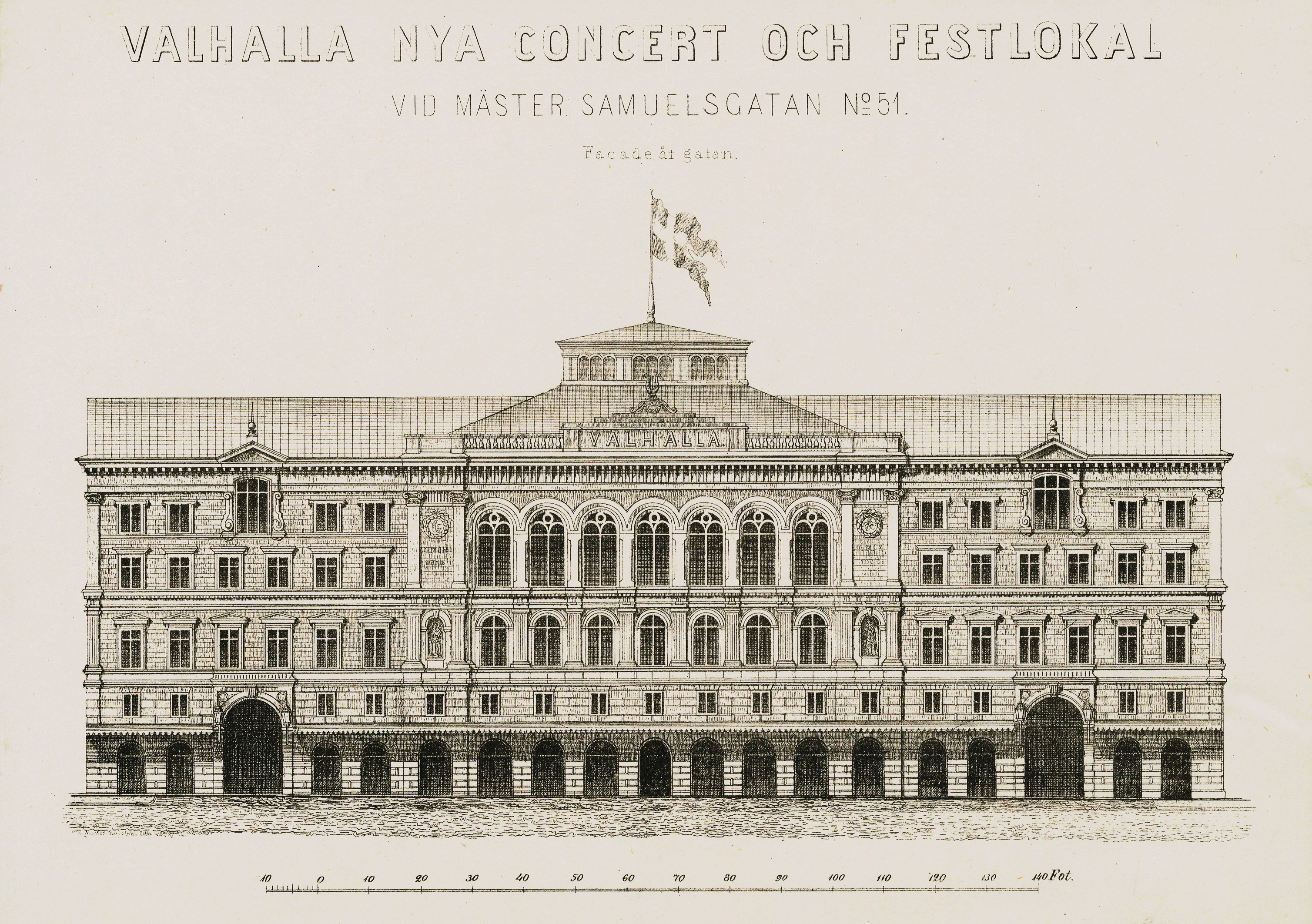
"Valhalla Nya Concert och Festlokal", fasadritning av arkitekt Fredrik Ekberg, 1866. Projektet blev aldrig genomfört.

År 1866 lanserade Ahlborn ett nytt förslag till gathus, ritat av arkitekt Fredrik Ekberg. Byggnaden kallades Valhalla Nya Concert och Festlokal och skulle innehålla, som namnet antydde, alla tänkbara lokaliteter och bekvämligheter för en enorm festvåning som slog allt befintligt i Stockholm. I bottenvåningen planerades bland annat vestibul, biljettkontor, en basar, ett Schweizeri, portvaktslägenhet, restaurang och restaurangkök. På entresolvåningen skulle finnas publika toaletter samt 19 rum och fem kök att hyra. Själva festvåningen anordnades 1 trappa upp. Festsalen omfattade 11 000 kvadratfot (motsvarande 3 250 m²) golvyta och skulle ha en invändig takhöjd på 50 fot (motsvarande knappt 15 meter). 
Enligt en beskrivning erhöll stora salen ”riklig dager dels från 22 höga fönster, dels ifrån ett takfönster af öfver 1000 qv.-fots yta”. Högst upp i byggnaden låg enligt planerna en ateljévåning med fyra målarateljéer samt 18 rum och 5 kök vilka kunde hyras. Den gamla Valhalla-festsalen skulle avdelas till två våningar där den nedre var tänkt att nyttjas av ordenssällskap och den övre av husägaren.
Kostnad för hela projektet beräknades till 490 000 riksdaler som skulle finansieras genom att ett aktiebolag bildades där intressenter kunde teckna aktier. Tydligen var intresset svagt och av de stora planerna blev det inget. I juni 1870 gick Ahlborns anläggning i konkurs och byggnaden inropades av änkefru Hagelstam. Fastigheten var vid Ahlborns konkurs högt belånad.

### Husets vidare öden

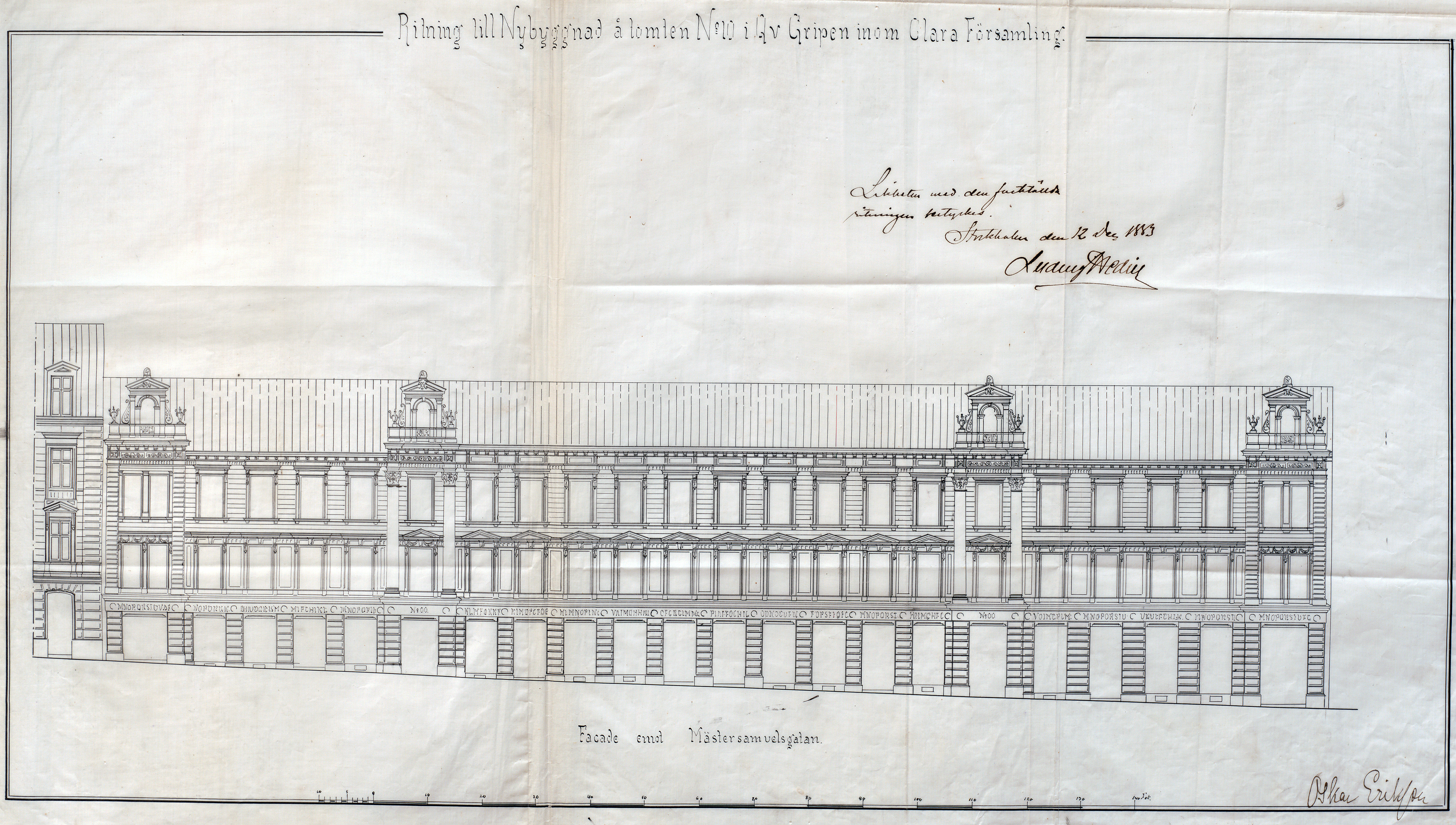
Förslag till nytt gathus, fasadritning av arkitekt Oskar Erikson, 1883. Projektet blev aldrig genomfört.

På 1880-talet väcktes åter liv i projektet med ett nytt gatuhus när byggmästaren Lars Magnus Elfling ägde fastigheten. Han ansökte 1883 att få uppföra ett nytt gathus i tre våningar längs med hela tomten (226 fot = 67 meter) mot Mäster Samuelsgatan efter ritningar av Oskar Erikson. På bottenvåningen skulle det finnas butiker och högre upp stora lägenheter som nåddes via två trapphus. Gatufasaden var riklig smyckad och gestaltad som en pompös palladiansk front med takkrön en sju fönsteraxlar bred, kolonnförsedd och svagt utskjutande mittrisalit och sidorisaliter med lisener. Projektet reducerades till att omfatta endast omkring en tredje del på västra delen av tomten mot Mäster Samuelsgatan.
År 1924 revs mittersta delen av gårds- och gathuset och en ny volym uppfördes för Missionskyrkan Valhalla efter ritningar av arkitekt Alfred Danielsson-Bååk. I bottenvåningen mot gatan inrättades butiker. Själva kyrksalen låg mitt på den tidigare innergården, en trappa upp, och rymde 322 platser. Den hade ett planmått om 17 x 14 meter och en invändig takhöjd mellan 6 och 12 meter. Nybyggnaden medförde att Wessmans byggnad från 1862 stympades genom att dess mittparti revs respektive inkapslades i den nya huskroppen och bara den östra och västra vinkeln återstod. Det sista kyrkomötet hölls 1962 varefter kyrkan revs liksom resten av kvarteret för att lämna plats åt varuhuset Åhléns City som invigdes 1964.

### Interiörbilder
I oktober 1961, kort före rivningen, tog stockholmsfotografen Lennart af Petersens ett svep interiörbilder på Mäster Samuelsgatan 57, gårdshuset (före detta Walhallsalongen).

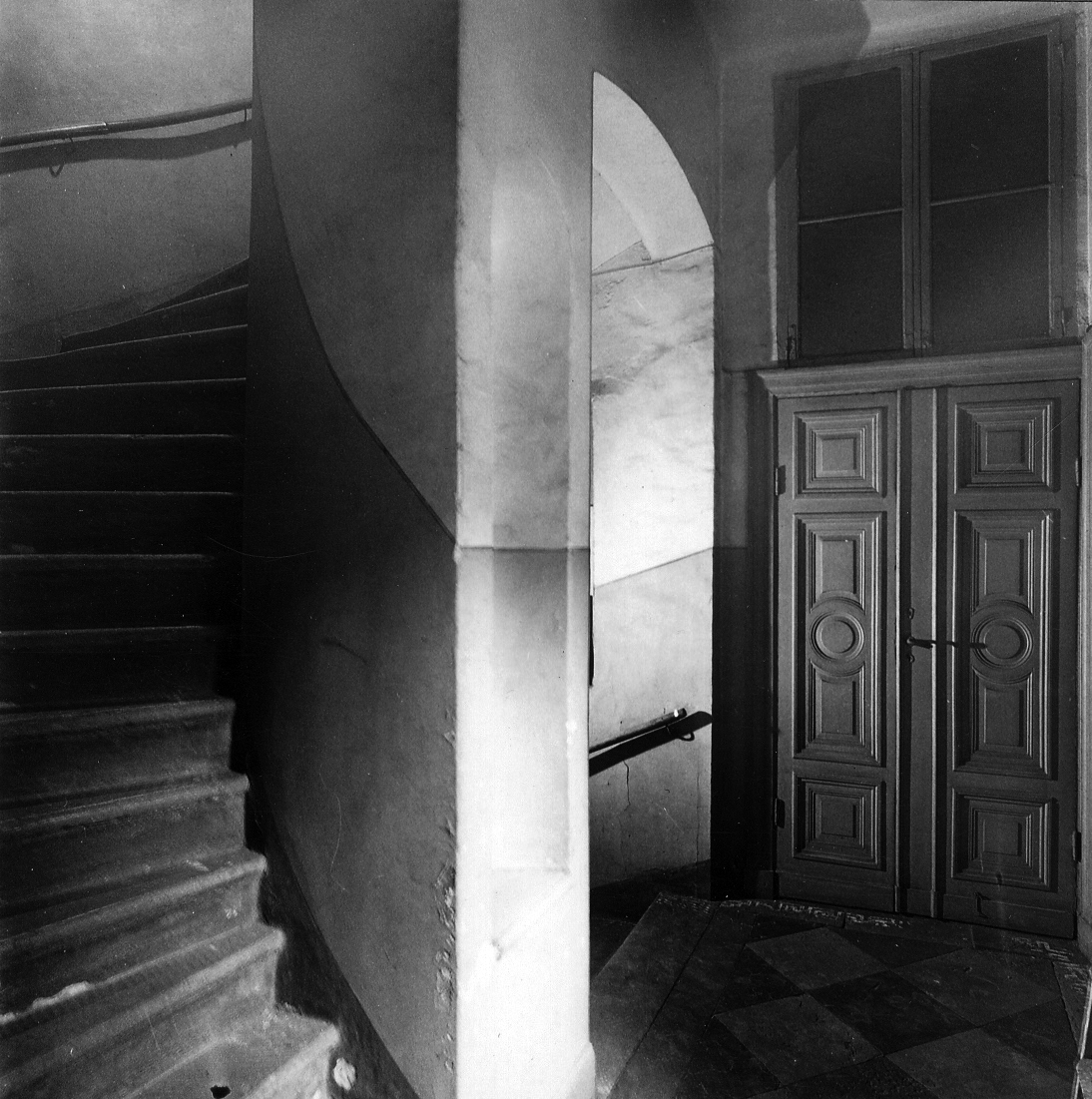
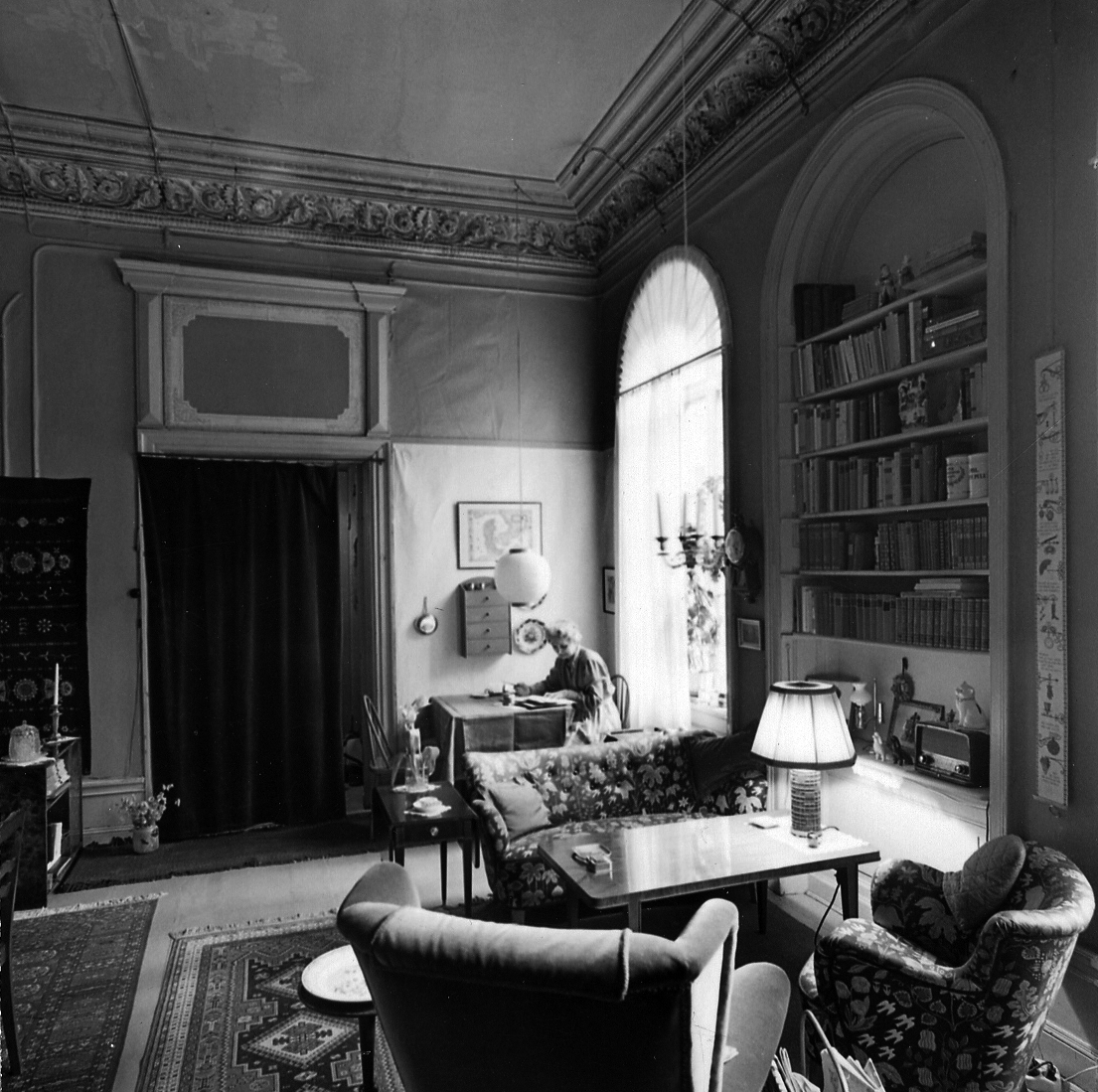
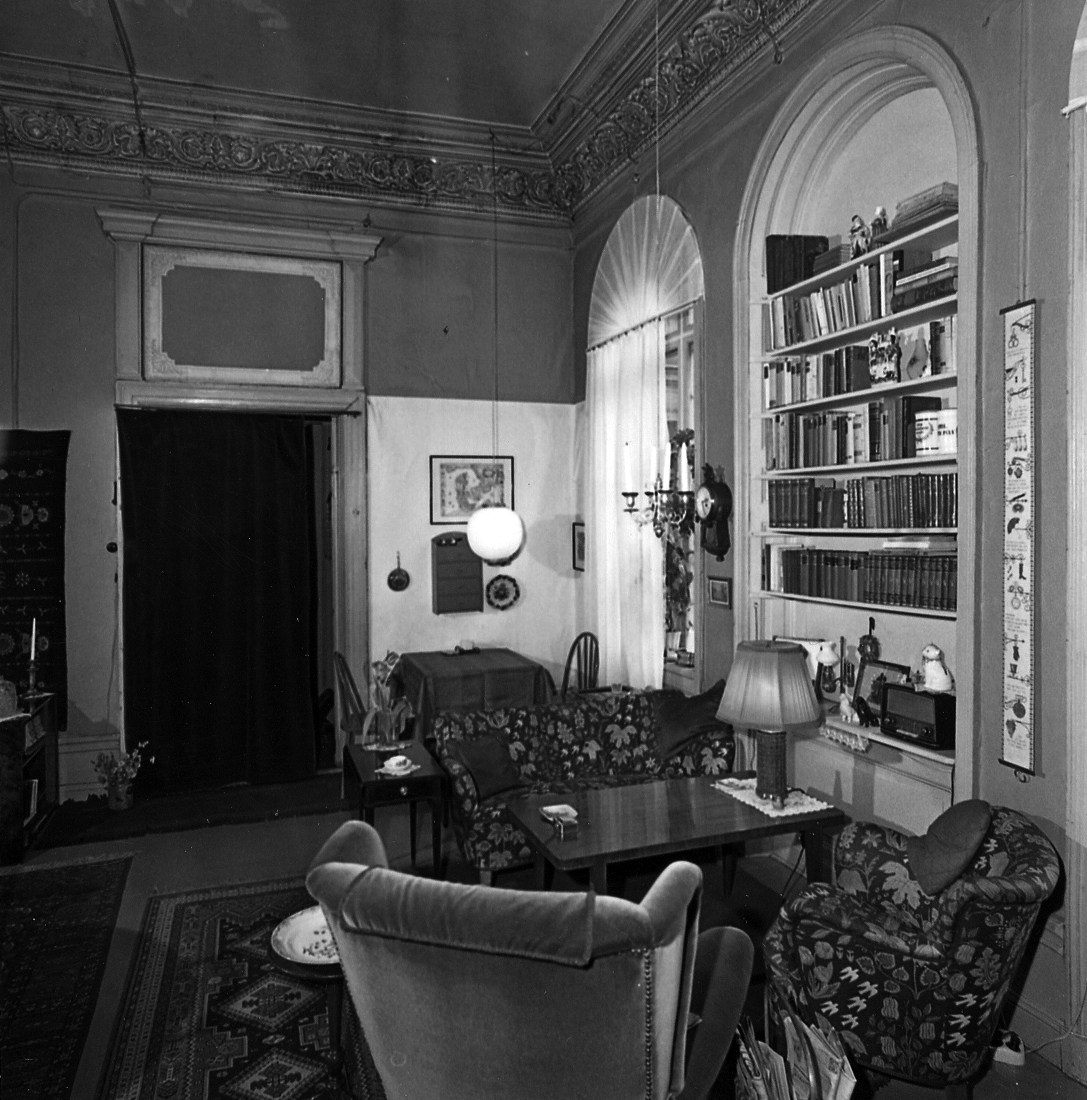
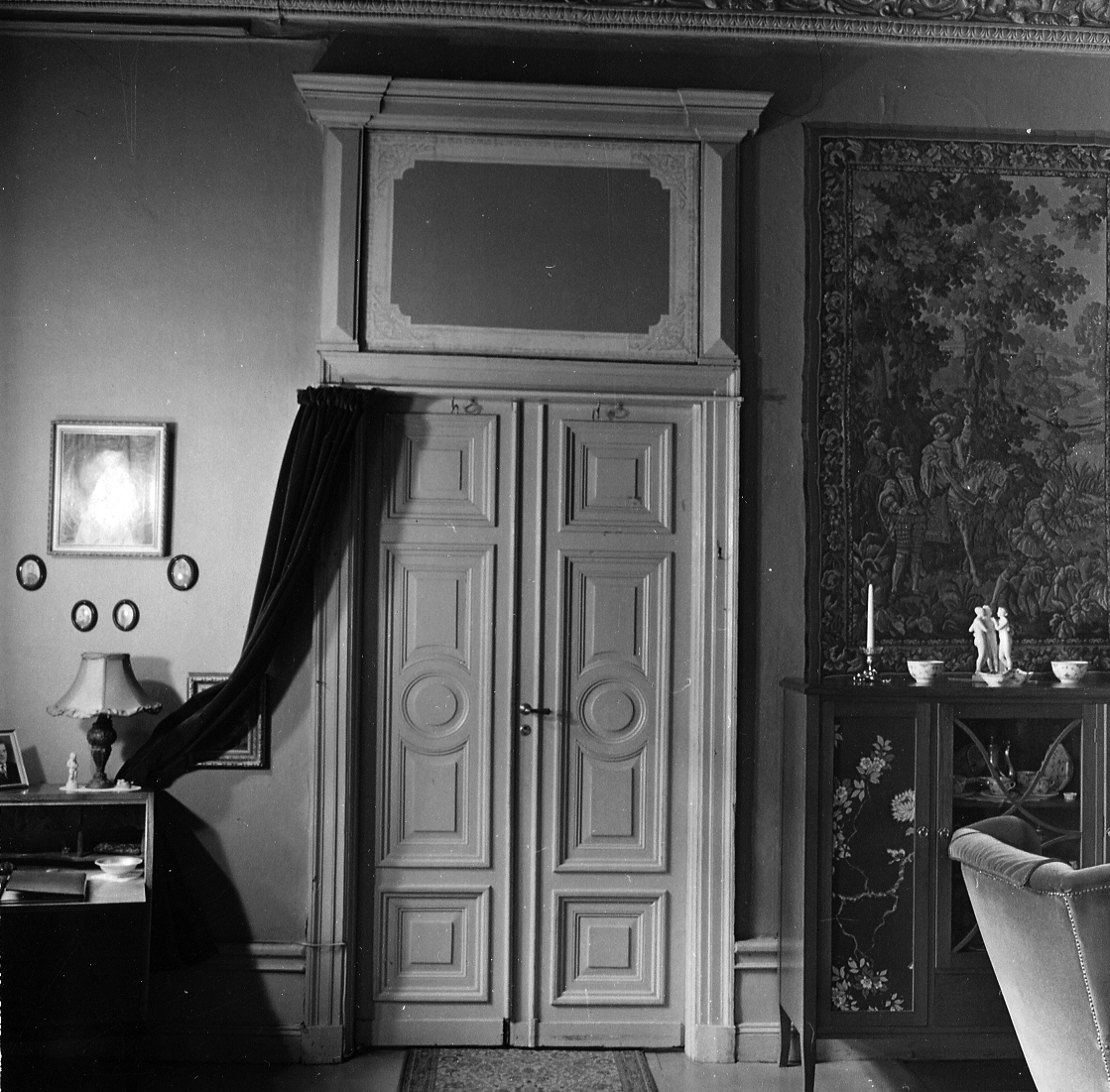
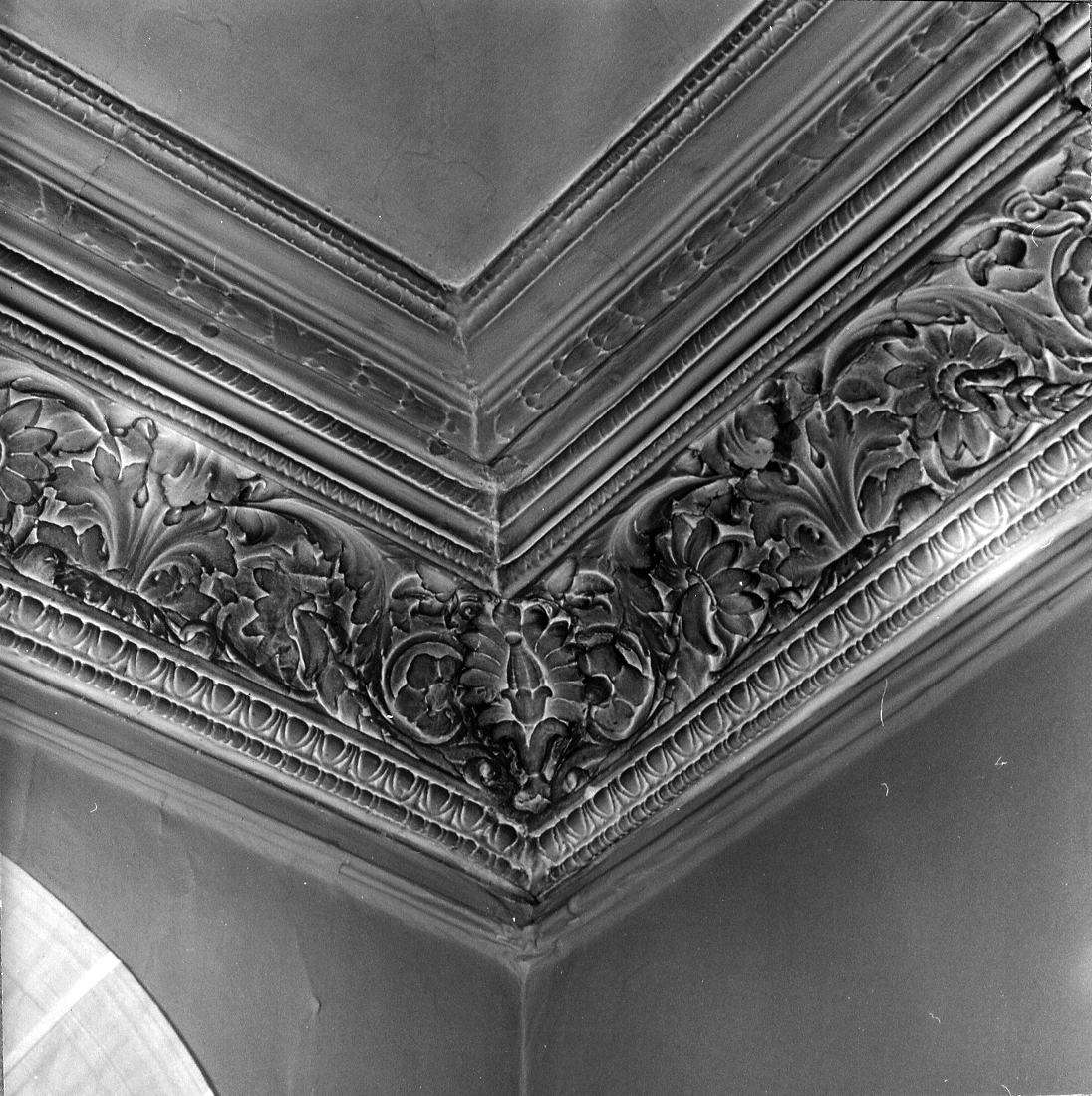
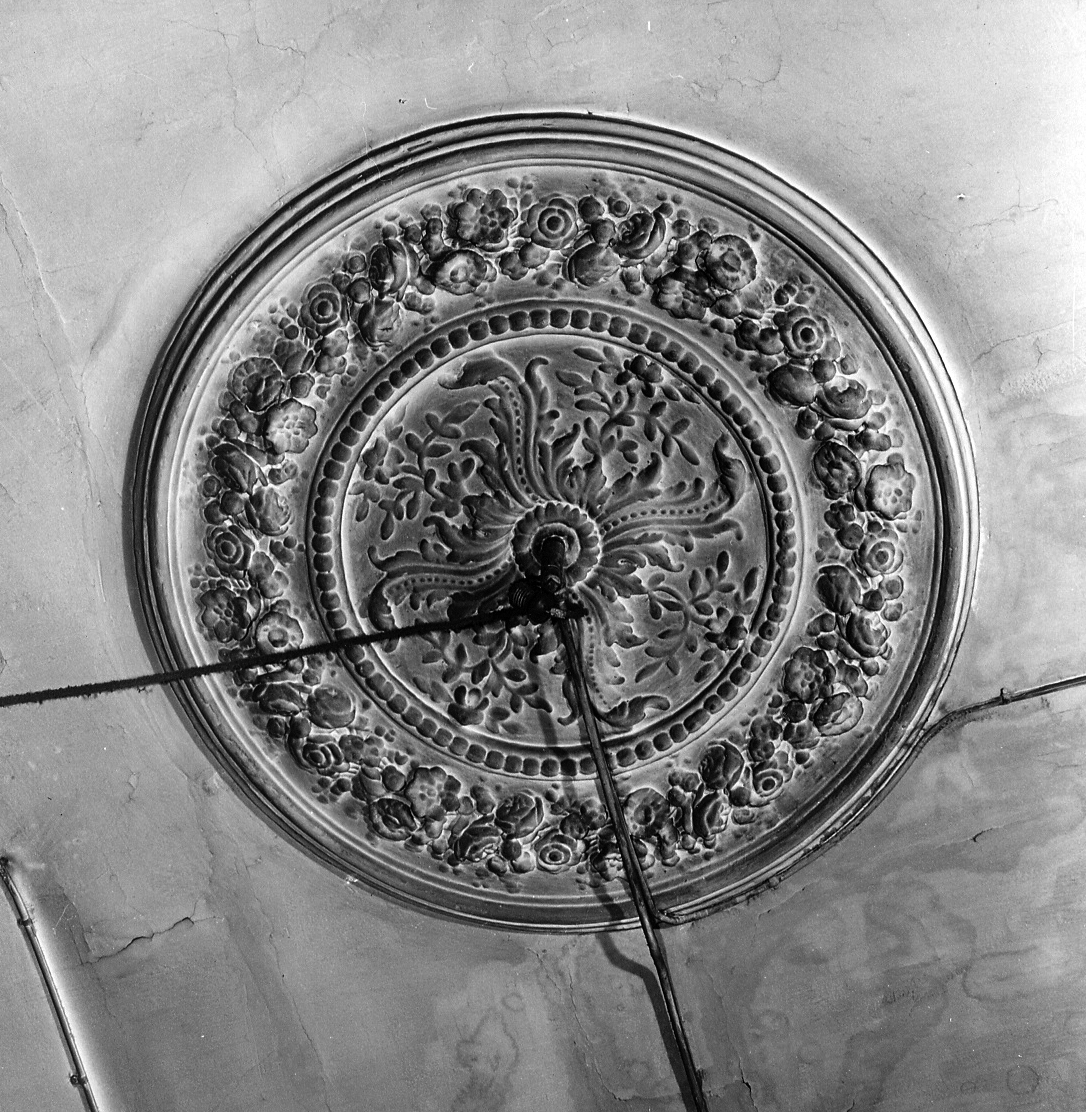